# (3416) Dorrit
(3416) Dorrit ist ein Asteroid des Hauptgürtels, der am 8. November 1931 vom deutschen Astronomen Karl Wilhelm Reinmuth an der Landessternwarte Heidelberg-Königstuhl (IAU-Code 024) bei Heidelberg entdeckt wurde. Auf seiner exzentrischen Umlaufbahn um die Sonne kreuzt Dorrit die Bahn des Planeten Mars.
Der Asteroid wurde nach der amerikanischen Astronomin Dorrit Hoffleit (1907–2007) benannt, der Autorin des Bright-Star-Katalogs.